# 天元 (公司)
天元是一家由雅达利游戏公司创建的电子游戏公司。
自雅达利有限公司（Atari Inc.）分成雅达利公司（Atari Corporation）和雅达利游戏（Atari Games）两个公司之后，雅达利游戏公司为了进入家用游戏机市场，创建了天元公司。公司名称源自同名围棋术语。
天元曾为了绕开任天堂公司的许可，私自研发了任天堂10NES芯片，制作了一些没有经过任天堂许可的游戏。